# Mariusz Pujszo
Pour les articles homonymes, voir Pujszo.
Mariusz Pujszo est un acteur, réalisateur et scénariste polonais né à Varsovie le 16 octobre 1957.

## Biographie
Mariusz Pujszo dirige deux sociétés de production, Kurka Wodna Productions et Excellent Events. 

Il a été rédacteur en chef du magazine Gentleman et rédacteur en chef de Osobowosci i Sukcesy. 

Il a publié un livre, en 2011, intitulé Krolowie Zycia retraçant sa vie à Paris dans les années 1980.

## Famille
Sa fille Natalia Pujszo est également actrice,.

## Filmographie partielle

### Comme acteur
- 1977 : Wakacje
- 1979 : Przyjaciele
- 1981 : Biale Tango
- 1982 : Paradis pour tous de Alain Jessua
- 1983 : La Fiancée qui venait du froid de Charles Nemes - Syndicaliste polonais
- 1984 : Une Américaine à Paris de Rick Rosenthal - le #3 diplomate
- 1985 : Le Pouvoir du mal de Krzysztof Zanussi - l'ouvrier
- 1989 : Roselyne et les Lions de Jean-Jacques Beineix - Le Photographe
- 1993 : Le Château des oliviers - épisode #1.6 L'épreuve - Jacek Kichamski
- 1997 : Comme des rois de François Velle - Roman
- 2000 : Gunblast Vodka de Jean-Louis Daniel - Marek Brzeczyszczykiewicz
- 2003 : Polish Kicz Projekt
- 2006 : Polish Kicz Projekt Kontratakuje
- 2007 : Skorumpowani
- 2009 : Ojciec Mateusz
- 2009 : Komisarz Blond i wszystko jasne
- 2010 : Ojciec Mateusz - Strach na scenie
- 2012 : Kac Wawa
- 2015 : Ostatni Klaps

### Comme réalisateur
- 2003 : Polisz Kicz Projekt
- 2005 : Legenda (pl)
- 2006 : Polisz Kicz Projekt Kontratakuje

### Comme scénariste
- 1997 : Comme des rois
- 2000 : Gunblast Vodka
- 2003 : Polisz Kicz Projekt
- 2005 : Legenda (pl)
- 2005 : Sublokatorzy
- 2006 : Francuski Numer
- 2006 : Polisz Kicz Projekt Kontratakuje
- 2009 : Komisarz Blond i wszystko jasne
- 2015 : Ostatni Klaps

### Comme producteur
- 2005 : Legenda (pl)
- 2006 : Polisz Kicz Projekt Kontratakuje